# Tertiair
| Era        | Sub-era     | Periode   | Tijdvak   | Tijd geleden Ma |
| ---------- | ----------- | --------- | --------- | --------------- |
| Cenozoïcum | Kwartair    | Kwartair  | Kwartair  | jonger          |
| Cenozoïcum | Kwartair    | Kwartair  | Kwartair  | 2,58            |
| Cenozoïcum | Tertiair    | Neogeen   | Plioceen  |                 |
| Cenozoïcum | Tertiair    | Neogeen   | Plioceen  | 5,333           |
| Cenozoïcum | Tertiair    | Neogeen   | Mioceen   |                 |
| Cenozoïcum | Tertiair    | Neogeen   | 23,03     |                 |
| Cenozoïcum | Tertiair    | Paleogeen | Oligoceen |                 |
| Cenozoïcum | Tertiair    | Paleogeen | Oligoceen | 33,9            |
| Cenozoïcum | Tertiair    | Paleogeen | Eoceen    |                 |
| Cenozoïcum | Tertiair    | Paleogeen | 56,0      |                 |
| Cenozoïcum | Tertiair    | Paleogeen | Paleoceen |                 |
| Cenozoïcum | Tertiair    | Paleogeen | 66,0      |                 |
| Mesozoïcum |             | Krijt     | Krijt     |                 |
| Mesozoïcum | 252,2 ± 0,5 | Krijt     | Krijt     |                 |

Het Tertiair is een geologisch tijdperk dat volgt op het Krijt en wordt opgevolgd door het Kwartair. Het Tertiair duurde van 66,0 tot 2,58 miljoen jaar (Ma) geleden.

## Over de term 'Tertiair'
Het 'Tertiair' is een eenheid binnen de era Cenozoïcum. De term 'Tertiar' werd voor het eerst gebruikt door de Italiaanse geoloog Giovanni Arduino rond 1750. Hij verdeelde de geologische tijdschaal in een eerste 'primitief' tijdperk (Primair), een tweede meer ontwikkeld tijdperk (Secondair) en een derde tijdperk (Tertiair). Later werd er een vierde 'modern' tijdperk (Kwartair) aan toegevoegd. Hij baseerde dit op zijn observaties van de geologie van Noord-Italië. Bij een latere revisie van de geologische tijdschaal is het begrip 'Tertiair' verlaten en vervangen door Neogeen en Paleogeen. Ondanks deze verandering wordt het begrip 'Tertiair' nog steeds zeer veel gebruikt. Er is in de geologische wereld verschil van mening over het verdwijnen van deze term. Zo heeft de Amerikaanse Geologische Dienst besloten de term gewoon te handhaven. Ook in Nederland (en andere Europese landen) wordt de term nog veel gebruikt (bijvoorbeeld: Wong, et al., 2007). Er zijn grote groepen invloedrijke geologen die terugkeer van de term 'Tertiair' voorstaan en het is zeker niet ondenkbaar dat zij toch weer in de stratigrafische kolom terugkeert. Het Tertiair is hier als sub-era gehandhaafd. Omdat vooraf en erna geen sub-era's aanwezig zijn, 'hangt' het Tertiair in de huidige indeling.
Tijdens het Internationaal Geologisch Congres van 2008 in Oslo is een formeel voorstel gedaan dat als volgt luidt: "Het Tertiair wordt hier voorgesteld als een periode/systeem voorafgaand aan het Kwartair en met een basis zoals gedefinieerd door het GSSP dat de basis van de Danien etage aangeeft bij ongeveer 66,0 Ma. Het Neogeen en het Paleogeen, thans aangemerkt als perioden, worden dan sub-perioden binnen het Tertiair. De top van het Tertiair zou worden aangegeven door de basis van het Kwartair bij 2.6 Ma." Dit voorstel is aangehouden en niet in stemming gebracht.

## Onderverdeling
Het Tertiair wordt onderverdeeld in de volgende tijdvakken:
- Plioceen (5,333 - 2,58 Ma)
- Mioceen (23,03 - 5,333 Ma)
- Oligoceen (33,9 - 23,03 Ma)
- Eoceen (56,0 - 33,9 Ma)
- Paleoceen (66,0 - 56,0 Ma)

## Flora en fauna

### Fauna
Het begin van het Tertiair wordt gedefinieerd door de Krijt-Paleogeen-massa-extinctie bij de K-T overgang, waarbij onder andere de dinosauriërs en de ammonieten uitstierven. De zoogdieren werden tijdens het Tertiair de dominante groep gewervelde landdieren. Ook de vogels maakten een bloeiperiode door.

Aan het einde van het Tertiair ontwikkelden zich uit primitievere primaten de hominiden.

### Verspreiding van de grassen
Tijdens het Eoceen ontstonden grote grasvlaktes, een gewas waarvan men tot voor kort dacht dat het ook toen pas ontstond. Vondsten van grassen uit het Krijt tonen aan dat grassen al eerder aanwezig waren, echter nog niet massaal als (plaatselijk) overheersende vegetatie. In het Tertiair wijzigde het klimaat zich zodanig dat voor grassen optimale omstandigheden ontstonden waardoor een explosieve verspreiding van grasvegetaties plaatsvond. Als gevolg hiervan vond ook een explosieve groei en diversificatie plaats van herbivore zoogdieren, vooral hoefdieren, die van gras leefden en van carnivoren die op hen jaagden.

## Trivia
De BBC-serie Walking with Beasts (2001) geeft een populairwetenschappelijk beeld van de wereld van het Tertiair.